# Loma Pelada (Chile)
Loma Pelada es un pequeño cerro cuya cima esta casi completamente desprovista de plantas y árboles, lo que le da una apariencia al mirarlo desde cierta lejanía de ser un cerro completamente eriazo, he ahí el porqué de su nombre. Se encuentra ubicada en la Comuna de  La Reina, dentro del Parque Mahuida de La Reina. 
Al ser ejecutado el tramo de la Comuna de La Reina del proyecto “El Sendero de Chile”(es una iniciativa gubernamental la cual pretende crear un sendero precordillerano que una desde Visviri hasta el Cabo de Hornos), la Loma Pelada pasó a ser un atractivo turístico para las personas que transitaban por dicho sendero, llegando a convertirse en un mirador con una vista privilegiada de la ciudad de Santiago.